# Olonne-sur-Mer
Olonne-sur-Mer è un comune francese di 13 934 abitanti situato nel dipartimento della Vandea nella regione dei Paesi della Loira.

## Società

### Evoluzione demografica
Abitanti censiti